# Persoonia myrtilloides
Persoonia myrtilloides (лат.) — кустарник, вид рода Персоония (Persoonia) семейства Протейные (Proteaceae), эндемик штата Новый Южный Уэльс в Австралии. Прямостоячий или раскидистый куст с эллиптическими или яйцевидными листьями и жёлтыми цветками.

## Ботаническое описание
Persoonia myrtilloides — прямостоячий или раскидистый куст высотой 0,5-2,5 м с молодыми опушёнными ветвями. Листья от эллиптических до яйцевидных, 12-50 мм в длину, 4-30 мм в ширину и в молодом возрасте опушены. Цветки расположены группами до сорока штук вдоль цветоносного побега длиной до 170 мм, который после цветения перерастает в листовой побег. Каждый цветок на цветоножке 2-10 мм длиной, обычно с листом у основания. Листочки околоцветника жёлтые, длиной 9-12 мм, снаружи покрыты волосками. Цветение происходит с декабря по апрель. Плод — зелёная костянка с пурпурным оттенком.

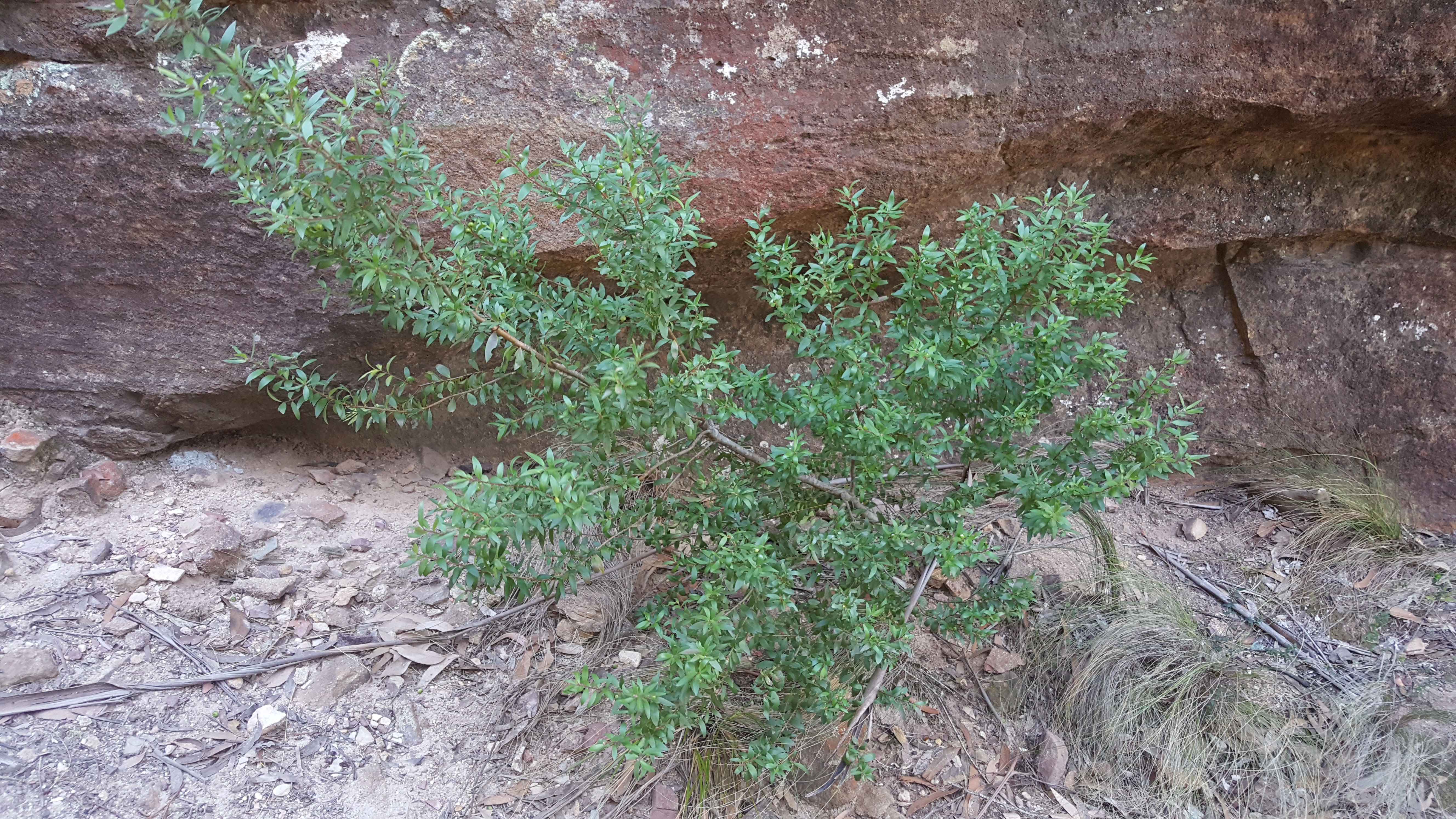
Общий вид растения
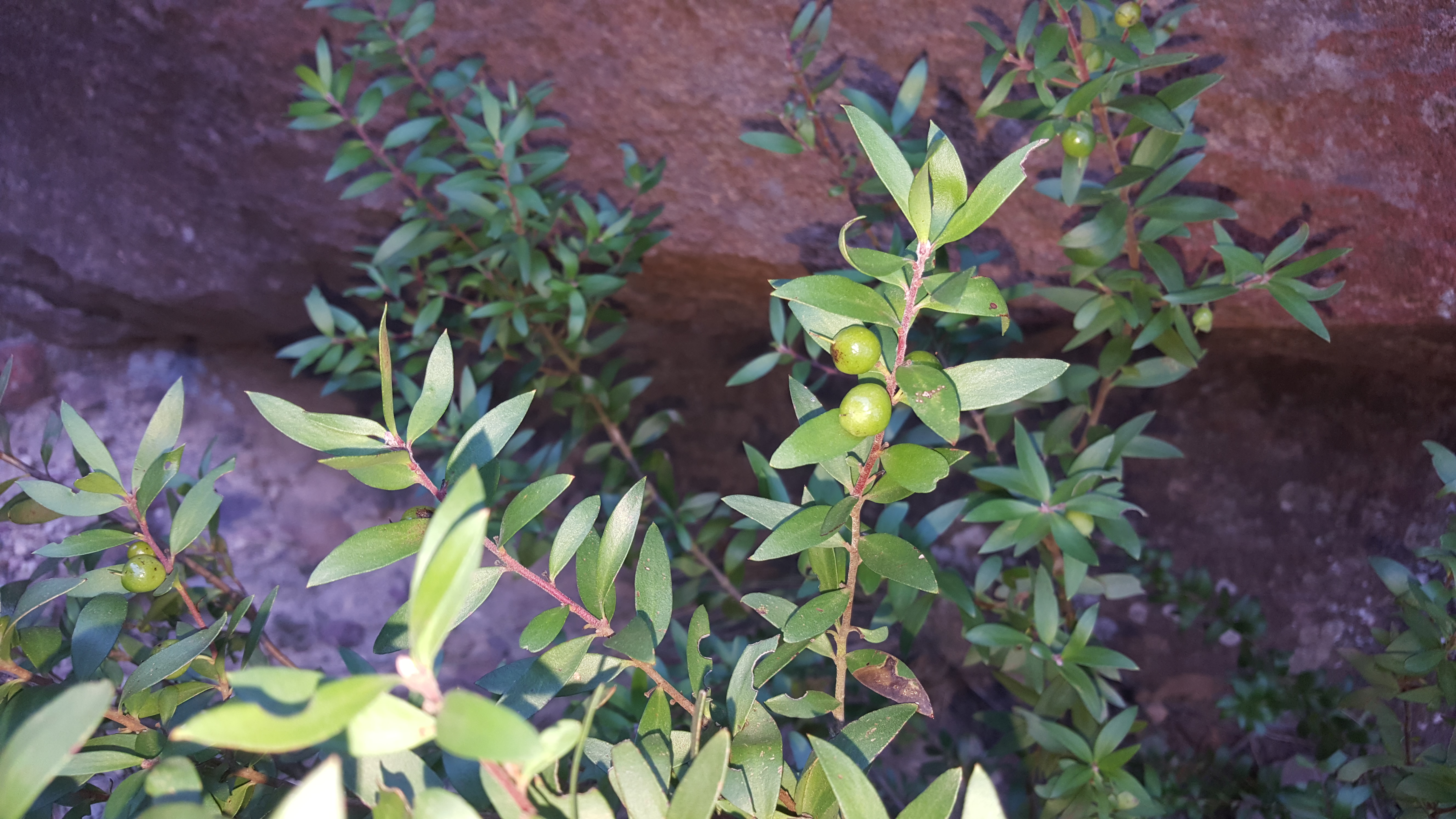
Листья и плоды

## Таксономия
Впервые вид был официально описан в 1827 году Куртом Поликарпом Иоахимом Шпренгелем и его сыном Юлиусом Германом Шультесом из неопубликованного описания Франца Зибера. Описание было опубликовано в Mantissa in volumen tertium.
Два подвида P. myrtilloides myrtilloides и P. myrtilloides cunninghamii приняты Австралийским каталогом растений. В 1972 году Ноэль Бидл, Обед Эванс и Роджер Кэролин описали подвид myrtilloides в книге Flora of the Sydney Region, но на тот момент другие подвиды не были описаны.
В 1830 году Роберт Броун описал Persoonia cunninghamii в приложении к своему Prodromus из образцов, собранных в 1823 году недалеко от Порт-Джексона Д. Каннингемом, затем в 1991 году австралийские ботаники Лоренс Джонсон и Питер Уэстон понизили вид до подвида Persoonia myrtilloides cunninghamii в журнале Telopea.
Подвид Persoonia myrtilloides cunninghamii (R.Br.) LASJohnson & PHWeston имеет узкие эллиптические или копьевидные листья, которые составляют 20-50 мм в длину и 4-12 мм в ширину, в то время как подвид P. myrtilloides Sieber ex Schult. & Schult.f. myrtilloides имеет листья от широко эллиптических до яйцевидных или копьевидных, длиной 12-38 мм и шириной 6-30 мм.
Сообщалось о гибридах с P. acerosa, P. levis и P. recdens, где родительские виды встречаются вместе.

## Распространение и местообитание
Persoonia myrtilloides — эндемик австралийского штата Новый Южный Уэльс. Встречается в Голубых горах от водопада Вентворт к северу до Каперти. Подвид cunninghamii встречается в Национальном парке Уоллеми и в бассейне реки Кадджегонг.
Оба подвида являются подлеском в открытых лесах на почвах на основе песчаника. Подвид myrtilloides связан с такими деревьями, как Eucalyptus piperita, E. radiata и E. sieberiв, а также с кустарниковым подлеском Banksia serrata, Phyllota squarrosa, Phyllota squarrosa, вLeptospermum trinervium и Lambertia formosa. Он также встречается на эвкалиптовых пустошах. Подвид cunninghamii связан с деревьями видов Eucalyptus rossii и E. sclerophylla, Angophora floribunda, видами Callitris, а также с Eucalyptus multicaulis и E. apiculata.
Считается, что курравонги, а, возможно, и кенгуру и опоссумы едят фрукты, семена которых затем разносятся с помётом. Зарегистрированные насекомые, собирающие нектар на цветках подвида myrtilloides, включают представителей родов Exoneura, Hylaeus и Odyneurus, Homalictus holochorus, коллективных пчёл Leioproctus из подрода Cladocerapis, включая Leioproctus carinatifrons, L. raymenti, L. speculiferus и Trigona.